# Henry Cotton (golf)
Pour les articles homonymes, voir Henry Cotton.
Sir Thomas Henry Cotton était un joueur de golf professionnel et architecte de golf anglais.

## Conception de parcours
Après sa carrière de joueur professionnel, Henry Cotton a conçu plusieurs parcours en Europe :
- Réhabilitation du parcours 9 trous du Golf Barrière de Deauville (1964)
- Création de 9 trous supplémentaires au Golf du Mont d'Arbois (1964)